# John Hay
John Milton Hay (Salem, 8 ottobre 1838 – Newbury, 1º luglio 1905) è stato un politico, diplomatico e giornalista statunitense, nonché segretario di Stato ed assistente di Abraham Lincoln.

## Biografia

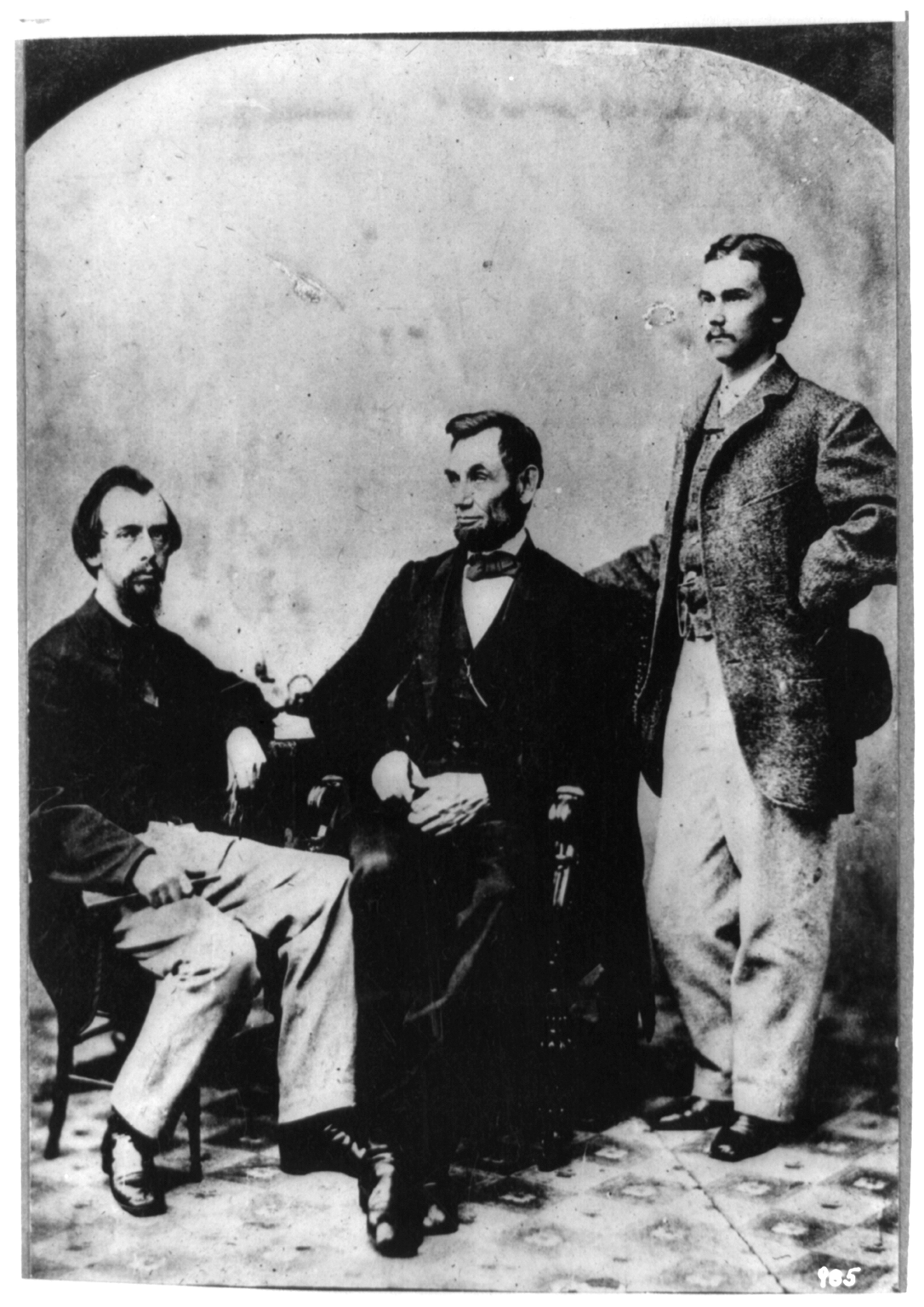
John Hay (a destra) accanto al presidente Lincoln (1863)

Hay nacque a Salem, nell'Indiana, crebbe a Warsaw (Illinois), e studiò alla Brown University (1858), dove si unì all'associazione studentesca Theta Delta Chi. Alla Brown sviluppò un interesse per la poesia, ed entrò a far parte del circolo letterario di Providence, in cui vi erano anche Sarah Helen Whitman e Nora Perry.
Iniziò la sua carriera pubblica come segretario di Abraham Lincoln all'età di 22 anni, mentre svolgeva tecnicamente il ruolo di impiegato nel Dipartimento degli Interni. In un periodo in cui la maggior parte del governo Lincoln gli era ostile e rivaleggiava per ottenere posizioni ed influenza, Hay funse da amico, confidente e compagno, oltre a svolgere una serie di lavoretti. Visse nella stanza da letto nordorientale al secondo piano della Casa Bianca. Condivise la stanza con John G. Nicolay, di 6 anni più grande.
Per qualche mese, servì nell'Esercito dell'Unione, sotto i Generali Hunter e Gillmore. Conseguì il grado di maggiore, in seguito venne nominato tenente-colonnello ad honorem, e quindi colonnello. I diari e gli scritti di Hay tenuti durante la Guerra Civile sono delle importanti fonti storiche. Alcuni sostengono che sia Hay il vero autore della lettera di Bixby del Presidente Lincoln, in cui consolava una madre per la perdita in guerra dei suoi figli.
Hay era presente quando il Presidente Lincoln venne ucciso al Teatro Ford. Hay e Nicolay scrissero una biografia formale di Lincoln in dieci volumi (Abraham Lincoln: A History, 1890), e prepararono un'edizione della sua opera omnia.
Parti dei diari e delle lettere di Hay dal 1861 al 1870, pubblicate nel libro Lincoln e la Guerra Civile, mostrano il Presidente in una luce molto più intima. Il ritratto di Abraham Lincoln è affettuoso, sicuramente influenzato dal favore di Lincoln, ma contiene anche visioni e aneddoti sul carattere semplice e divertente del presidente.
Fu ambasciatore a Parigi e Madrid, e incaricato d'affari a Vienna. Per sei anni fu editore del New York Tribune.
Hay fu nominato ambasciatore statunitense nel Regno Unito nel 1897, quando William McKinley divenne Presidente. Il riconoscimento di alcuni degli interessi comuni di lunga data tra quel paese e gli Stati Uniti avvenne proprio grazie alla permanenza di Hay in loco.
Nell'agosto del 1898, Hay fu nominato segretario di Stato degli Stati Uniti, in sostituzione di William Rufus Day, ed aiutò a negoziare il Trattato di Parigi del 1898. Continuò a ricoprire il suo ruolo di segretario di Stato anche dopo che Theodore Roosevelt successe a McKinley, e fino alla sua stessa morte, avvenuta nel 1905.
I suoi contributi comprendono l'adozione della Politica della Porta Aperta in Cina (annunciata il 2 gennaio del 1900), che potrebbe essere stato un fattore determinante per la Ribellione dei Boxer, e i preparativi per il Canale di Panama. Negoziò il Trattato di Hay-Pauncefote (1901), il Trattato Herrán-Hay (1903), e il Trattato Hay-Bunau Varilla (1903), i quali furono strumenti per liberare la strada in vista della costruzione e l'utilizzo del Canale.
In tutto, concluse più di 50 trattati, compresi quelli legati alla risoluzione della disputa Samoana, grazie alla quale gli Stati Uniti si assicurarono Tutuila, con un eccellente porto sul Pacifico; un trattato definitivo sui confini dell'Alaska nel 1903; la negoziazione di trattati di reciprocità con Argentina, Francia, Germania, Cuba e le Indie Occidentali Britanniche; la negoziazione di nuovi trattati con la Spagna; la negoziazione di un trattato con la Danimarca per la cessione delle Isole dell'India Occidentale danesi.
Nel 1904, Hay fu una delle prime sette persone scelte come membri dell'American Academy of Arts and Letters.

## Eredità

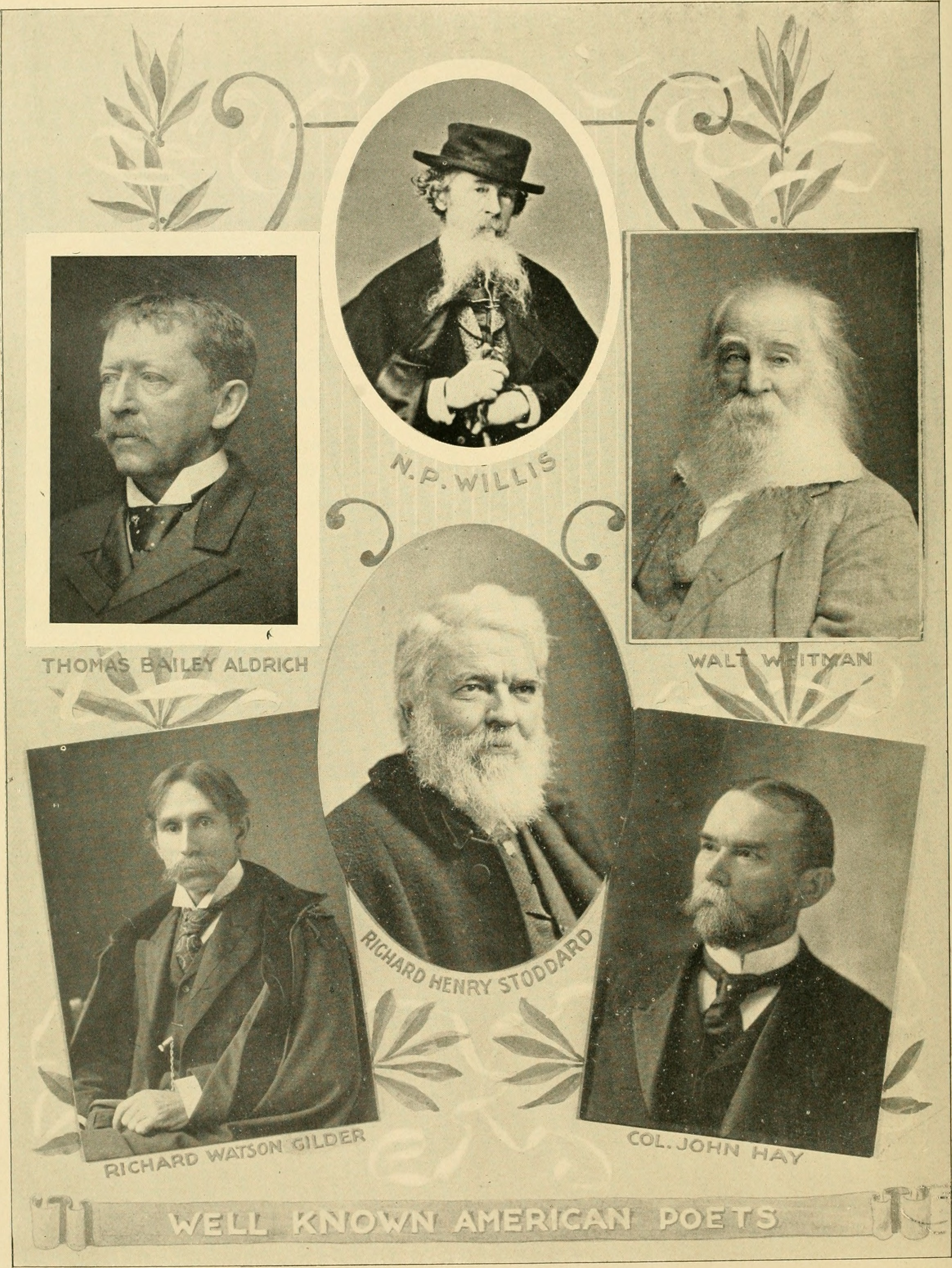
John Hay (in basso a destra) raffigurato con alcuni noti poeti statunitensi (1901)

Hay è anche rinomato per il suo commento, scritto in una lettera al Presidente Theodore Roosevelt, in cui descriveva la guerra ispano-americana come una “splendida piccola guerra”.
Hay appare come personaggio di rilievo nei romanzi storici di Gore Vidal Lincoln e Empire. Appare, interpretato da John Huston, nel film del 1975 Il vento e il leone, che parla del caso Perdicaris in Marocco nel 1904. Venne poi interpretato dall'attore R. Lee Ermey nella miniserie Rough Riders del 1997 che ricostruiva la storia dei Rough Riders, il reggimento di volontari che, a Cuba, partecipò alla guerra ispano-americana.
Dai suoi "Jim Bludso of the Prairie Belle" e "Little Breeches" è stato tratto il film Jim Bludso diretto nel 1917 da Tod Browning.
Hay fu il segretario di Stato del Presidente Theodore Roosevelt. Dopo che Roosevelt firmò un decreto legge che riservava parte della regione di Benguet nelle Filippine all'Esercito degli Stati Uniti, il 25 ottobre 1903 venne fondata la John Hay Air Base di Baguio City, così nominata in suo onore. La John Hay Air Base fu usata come luogo di riposo e ricreazione per il personale militare statunitense e per i dipendenti del corpo militare nelle Filippine, così come per gli impiegati del Dipartimento della Difesa ed i loro dipendenti. La proprietà di 6,9 km² fu infine consegnata alle Filippine nel 1991. Dal 1997 si trova in mano ad imprenditori privati, sotto contratto a lungo termine, che l'hanno trasformata in un villaggio turistico di classe.
Hay fu amico intimo di Henry Brooks Adams, lo storico statunitense. Nel 1884, l'architetto Henry Hobson Richardson progettò delle case adiacenti per Hay e Adams a Lafayette Square a Washington, D.C.. Le case vennero demolite nel 1927 ed il sito è attualmente occupato dall'Hay-Adams Hotel.
La Biblioteca John Hay della Brown University ospitò l'intera collezione della biblioteca dalla sua costruzione nel 1910 fino alla costruzione della Biblioteca John D. Rockefeller, Jr. nel 1964. Nel 1971, quando i materiali di fisica vennero trasferiti nella nuova Biblioteca delle Scienze, la Biblioteca John Hay divenne un semplice deposito per le Collezioni Speciali della biblioteca.
Hay sposò Clara Louise Stone, da cui ebbe quattro figli. Sono sepolti insieme al Lake View Cemetery di Cleveland in Ohio. La loro figlia Alice Evelyn Hay sposò il politico newyorkese James Wolcott Wadsworth Jr.. L'altra loro figlia Helen Julia Hay, scrittrice e poetessa, sposò Payne Whitney, dell'influente famiglia Whitney: i loro figli furono l'ambasciatore statunitense John Hay Whitney e Joan Whitney Payson.

## Pubblicazioni
- Abraham Lincoln: A History (insieme a John G. Nicolay, 1890)
- The Bread-winners (1883)
- Castilian Days (1875)
- Pike County Ballads and Other Poems (1871)
- Poems (1890)